# Salon de Bruxelles de 1833
Le Salon de Bruxelles de 1833 est la neuvième édition du Salon de Bruxelles, exposition périodique d'œuvres d'artistes vivants. Il a lieu en 1833, du 23 septembre au 24 octobre dans les anciens appartements du palais de Charles de Lorraine à Bruxelles, à l'initiative de la Société royale de Bruxelles pour l'encouragement des beaux-arts. 
Ce salon est le premier organisé depuis l'Indépendance de la Belgique en 1831. Les prix sont remis sous forme de médailles de vermeil, tandis que quelques rares artistes reçoivent l'ordre de Léopold. La catégorie « architecture » est désormais absente du salon.

## Organisation
Pour chaque exposition, les dates et l'organisation générale sont fixées par Arrêté royal, sur proposition du ministre responsable. La commission directrice de l'exposition est ensuite nommée par Arrêté ministériel, le règlement de l'exposition est également fixé par Arrêté ministériel. Chaque salon est donc géré par une commission directrice distincte.

## Contexte
Ce salon est le premier organisé depuis l'Indépendance de la Belgique en 1831. Les tableaux représentant des sujets historiques sont encouragés. En dépit des protestations du public, l'exposition n'est pas prolongée au-delà de la date de clôture qui est fixée au 24 octobre. Selon la revue La Renaissance, ce Salon est marqué par une fougue de réaction coloriste. Aux côtés de quelques maîtres habitués à des succès incontestables, se présente toute une jeunesse ardente à l'excès pour briser le principe classique. C'est un salon de réaction.

## Catalogue
Alors que le Salon de 1830 comprenait près de 700 numéros, l'édition de 1833 n'en propose que 482. La catégorie « architecture » est dorénavant absente. Les catégories sont : peinture, sculpture, gravure, dessin et lithographie. Quelques artistes français envoient leurs œuvres à Bruxelles : François Marius Granet, Joseph-Désiré Court, Pierre-Roch Vigneron, Hippolyte Bellangé, Raymond Quinsac Monvoisin ou encore Théodore Gudin, ainsi que l'anglais John Martin.

## Résultats

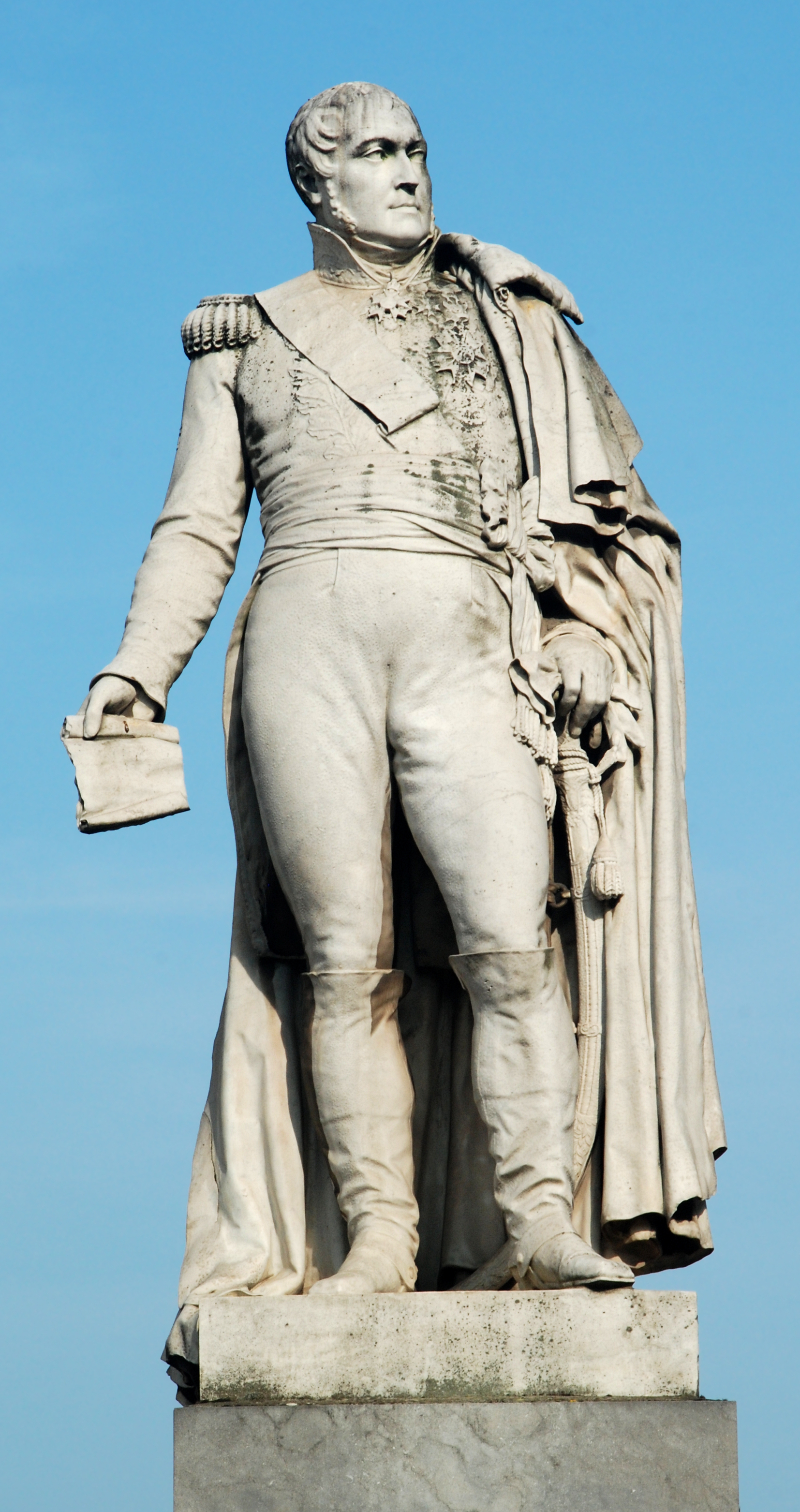
Monument au général Belliard par Guillaume Geefs, lauréat du prix de sculpture.

### Récompenses
Lors de la réunion de la commission des récompenses, le 24 octobre 1833, les distinctions suivantes sont octroyées :

#### Médailles en vermeil
28 médailles en vermeil sont décernées aux artistes suivants :
- Joseph Beaume, peintre à Paris ;
- Hippolyte Bellangé, peintre à Paris ;
- Joseph-Désiré Court, peintre à Paris
- Henri de Caisne, peintre à Bruxelles ;
- Édouard Delvaux, peintre à Bruxelles ;
- François Forster, graveur à Paris ;
- Guillaume Geefs, sculpteur à Anvers ;
- Joseph Geefs, sculpteur à Anvers ;
- Jozef Geirnaert, peintre à Gand ;
- Théodore Gudin, peintre à Paris ;
- Arnold Jéhotte, graveur à Paris ;
- Hilaire Kreins, peintre à Bruxelles ;
- Pierre Kremer, peintre à Anvers ;
- Eugène Lepoittevin, peintre à Paris ;
- Ferdinand Lhérie, peintre et graveur à Anvers ;
- Jean-Baptiste Madou à Bruxelles ;
- John Martin, peintre à Londres ;
- Raymond Quinsac Monvoisin, peintre à Paris ;
- François-Joseph Navez, peintre à Bruxelles ;
- Louis Ricquier, peintre à Paris ;
- Philippe Tanneur, peintre à Paris ;
- Henri Van Assche, peintre à Bruxelles ;
- Philippe-Jacques van Bree, peintre à Bruxelles ;
- Jan van Dael, peintre à Paris ;
- Charles-Louis Verboeckhoven, peintre à Bruxelles ;
- Eugène Verboeckhoven, peintre à Bruxelles ;
- François Vervloet, peintre à Naples ;
- Gustave Wappers, peintre à Anvers.

#### Ordre de Léopold
Quatre élévations au rang de chevalier l'ordre de Léopold, sont octroyées aux artistes belges Eugène Verboeckhoven et Gustave Wappers et deux autres aux peintres John Martin, britannique, et Théodore Gudin, français.

### Achats par le gouvernement
En outre, la commission des récompenses, réunie sous la présidence de Louis de Robiano, préconise l'achat par le gouvernement de différents tableaux, dont les artistes recevront une médaille :
- Sujet pris sur le Pont-neuf à Paris par Henri de Coene (1 200 francs) ;
- Paysage : chemin creux par Édouard Delvaux (1 200 francs), conservé aux musées royaux des beaux-arts de Belgique ;
- Paysage : vue prise aux environs d'Irchonwelz par Julien Ducorron (900 francs) ; conservé aux musées royaux des beaux-arts de Belgique ;
- Statue d'Adonis partant pour la chasse par Joseph Geefs (800 francs), conservé aux musées royaux des beaux-arts de Belgique ;
- Scène des brigands espagnols par André Jolly (2 000 francs) ;
- Scène du Déluge par Philippe-Jacques van Bree (3 000 francs) ;
- Prise de Maastricht en 1579 par Théodore Schaepkens (2 000 francs), conservé aux musées royaux des beaux-arts de Belgique ;
- Rubens peignant dans son jardin, entouré de sa famille par Philippe-Jacques van Bree (2 500 francs), conservé aux musées royaux des beaux-arts de Belgique.

En décembre 1833, le gouvernement acquiert d'autres œuvres comme Acis et Galathée d'Albert Roberti.

## Catalogue
- Catalogue, Exposition nationale des Beaux-Arts : explication des ouvrages de peinture, sculpture, gravure, dessin et lithographie des artistes vivans, exposés au Salon de 1833, Bruxelles, H. Remy, 1833, 45 p. (lire en ligne).